# Junonia atlites
Espèce
Junonia atlites est un insecte lépidoptère de la famille des Nymphalidae vivant en Asie du Sud et en Asie du Sud-Est.

## Répartition
Ce lépidoptère se trouve en Inde et au Népal, en Birmanie, Thaïlande et Laos et en Malaisie, Sumatra, Bornéo et Indonésie.

## Habitat
Il vit dans les clairières des forêts, sur les berges des rivières et au bord des routes, à des altitudes allant du niveau de la mer à 1000 m.

## Description

### Imago
Le papillon mesure de 4 à 6 cm d'envergure.

Le dessus de ses ailes est brun-gris pâle avec en bordure trois lignes ondulées et plusieurs ocelles bicolores noires et orange.

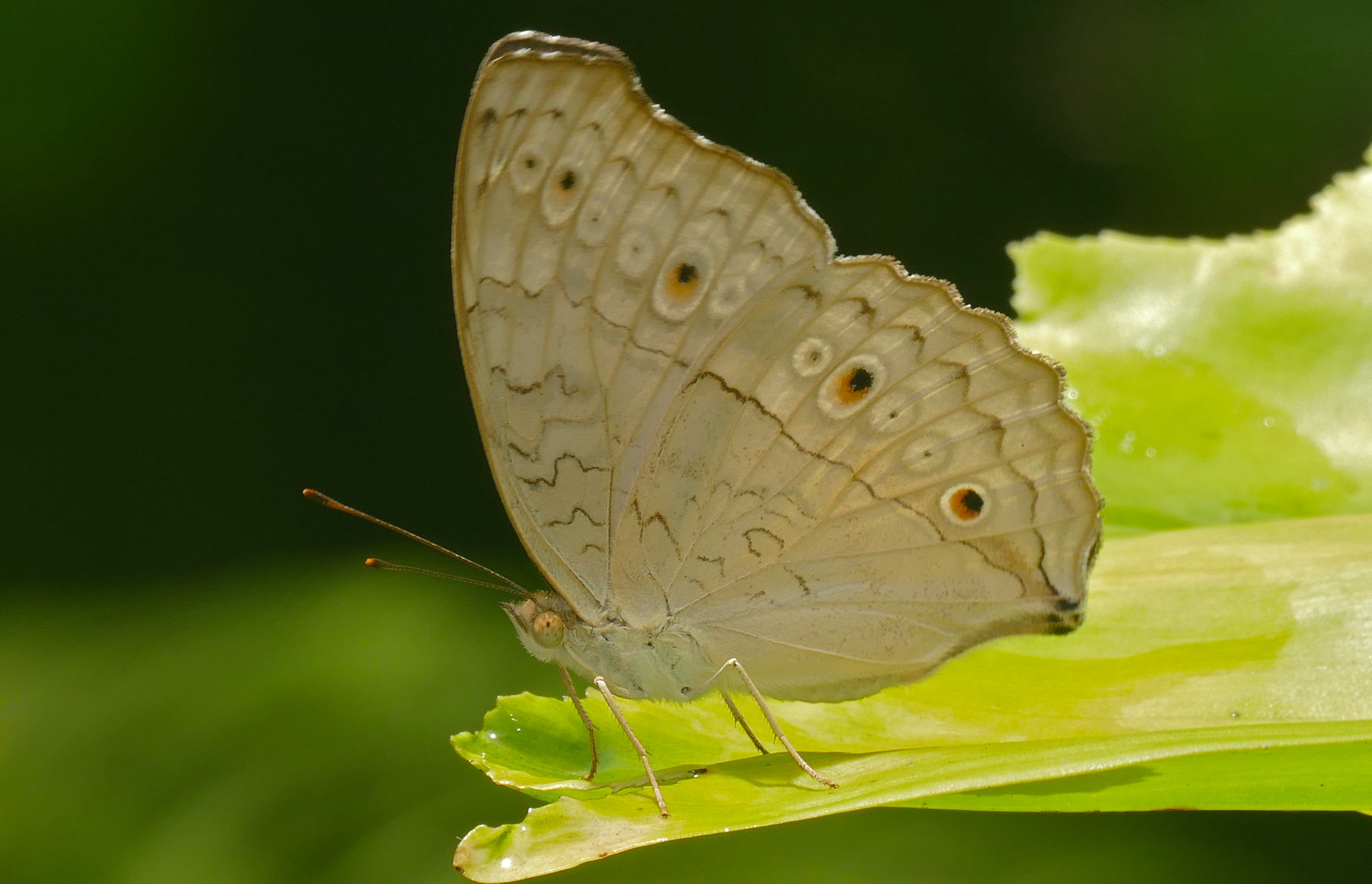
Junonia atlites, revers, Parc national du Gunung Mulu, Malaisie

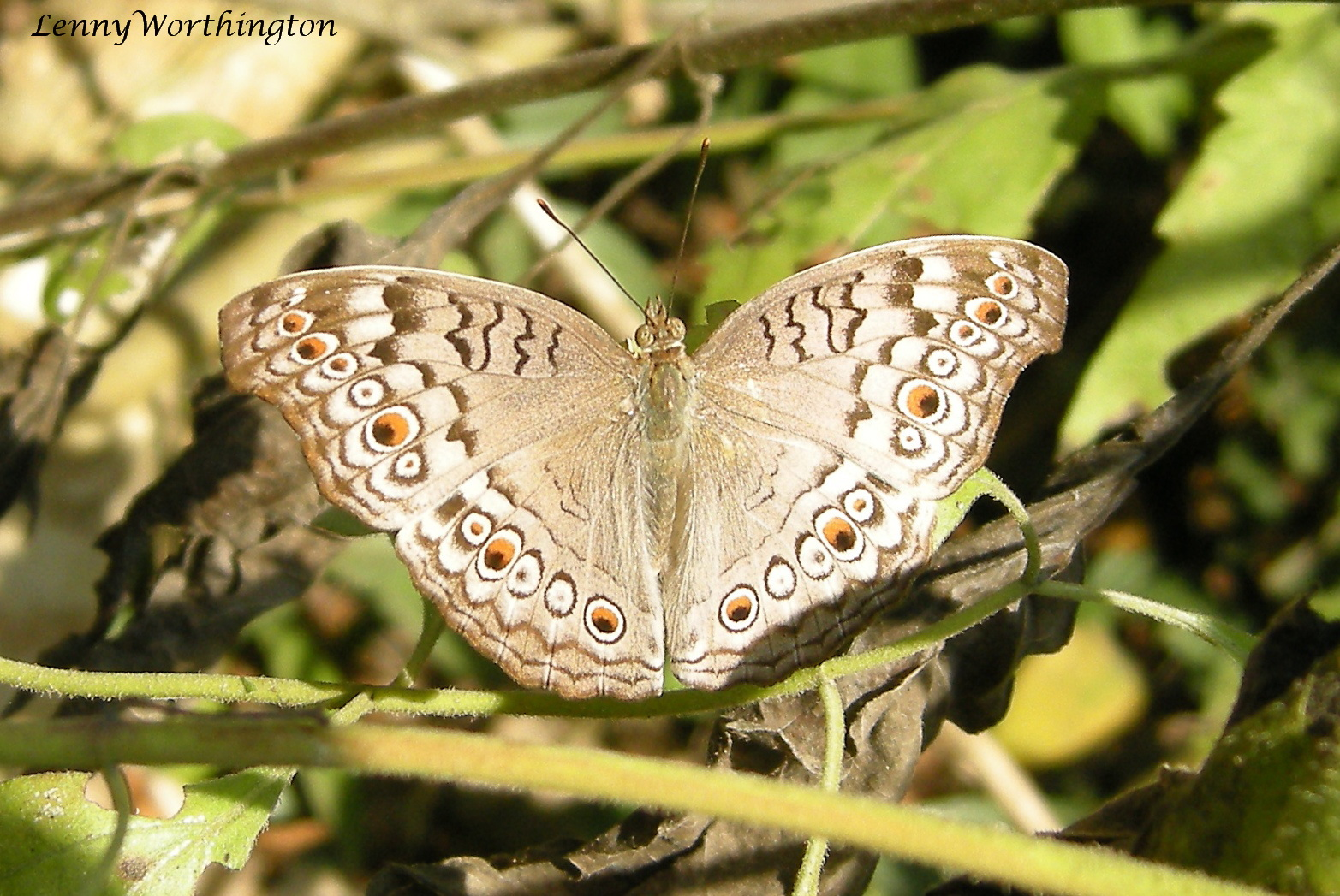
Junonia atlites vu du dessus, Sanctuaire de faune de Khao Soi Dao, Thaïlande

Junonia atllites est un papillon qui vole à basse altitude et qui se pose souvent, pendant quelques minutes, sur le sol ou dans les feuillages bas.

### Chenille
La chenille mange des feuilles d'Acanthaceae, d'Amaranthaceae et de Linderniaceae.